# Kapunda
Kapunda är en ort i Australien. Den ligger i kommunen Light och delstaten South Australia, omkring 72 kilometer nordost om delstatshuvudstaden Adelaide. Antalet invånare är 2 740.
Runt Kapunda är det mycket glesbefolkat, med 5 invånare per kvadratkilometer.. Närmaste större samhälle är Nuriootpa, omkring 16 kilometer sydost om Kapunda. 
Trakten runt Kapunda består till största delen av jordbruksmark. Genomsnittlig årsnederbörd är 517 millimeter. Den regnigaste månaden är maj, med i genomsnitt 77 mm nederbörd, och den torraste är december, med 10 mm nederbörd.